# Halenia elliptica
Halenia elliptica là một loài thực vật có hoa trong họ Long đởm. Loài này được D.Don mô tả khoa học đầu tiên năm 1837.